# 川村邦光
川村 邦光（かわむら くにみつ、1950年5月27日 - ）は、日本文化学者、大阪大学名誉教授。専門は宗教、民族、性の歴史。

## 来歴
福島県生まれ。1969年会津高校卒。1975年東北大学文学部宗教史学科卒。学生時代は学生運動で活動。
1978年同大学院宗教学修士課程修了、1984年実践哲学博士課程単位取得満期退学。1989年天理大学おおやさと研究所助教授、1991年同文学部助教授、1996年教授、1997年大阪大学文学部（日本学）教授。2016年定年退任し名誉教授。
近代における性の民俗などを研究。

## 著書
- 『幻視する近代空間 迷信・病気・座敷牢、あるいは歴史の記憶』青弓社 1990
- 『巫女の民俗学—｢女の力｣の近代』青弓社 1991
- 『オトメの祈り 近代女性イメージの誕生』紀伊國屋書店 1993
- 『オトメの身体 女の近代とセクシュアリティ』紀伊國屋書店 1994
- 『民俗空間の近代 若者・戦争・災厄・他界のフォークロア』情況出版 1996
- 『セクシュアリティの近代』講談社選書メチエ 1996
  - 『性家族の誕生』ちくま学芸文庫 2004
- 『憑依の視座  巫女の民俗学2』青弓社 1997
- 『地獄めぐり』ちくま新書 2000
- 『すぐわかる日本の宗教 縄文時代～現代まで』東京美術 2000
- 『「民俗の知」の系譜 近代日本の民俗文化』昭和堂 2000
- 『オトメの行方 近代女性の表象と闘い』紀伊國屋書店 2003
- 『ヒミコの系譜と祭祀 日本シャーマニズムの古代』学生社 2005
- 『聖戦のイコノグラフィ 天皇と兵士・戦死者の図像・表象』青弓社 2007
- 『写真で読むニッポンの光景100』青弓社　2010
- 『弔い論』青弓社 2013
- 『弔いの文化史 日本人の鎮魂の形』中公新書 2015
- 『出口なお・王仁三郎 世界を水晶の世に致すぞよ』ミネルヴァ書房〈日本評伝選〉 2017
- 『日本民俗文化講義 民衆の近代とは』河出書房新社、2018
- 『荒畑寒村　叛逆の文字とこしえに』ミネルヴァ書房〈日本評伝選〉 2022

### 共編著
- 『聖と俗のはざま』対馬路人、中牧弘允共著 東方出版 1996
- 『“性の民俗"研究をめぐって 生殖器崇拝教の話 性の崇拝』上田恭輔、クリフォード・ハワード共著 勉誠出版（性の民俗叢書 1）1998
- 『民俗宗教を学ぶ人のために』山折哲雄共編 世界思想社 1999
- 『戦死者のゆくえ 語りと表象から』青弓社 2003
- 『私にとってオウムとは何だったのか』早川紀代秀共著 ポプラ社 2005
- 『憑依の近代とポリティクス』編著　青弓社 2007
- 『セクシュアリティの表象と身体』臨川書店　ビジュアル文化シリーズ 2009
- 『宗教の事典』山折哲雄監修 市川裕、大塚和夫、奥山直司、山中弘共編集 朝倉書店 2012

### 翻訳
- ハンティントン・メトカーフ『死の儀礼 葬送習俗の人類学的研究』池上良正共訳 未來社 1985
- モルデカイ・ローテンバーグ『逸脱のアルケオロジー プロテスタンティズムの倫理と「失敗」の精神』平凡社選書 1986
- エレミール・ゾラ『アンドロギュヌスの神話』平凡社 1988
- スタニスラフ・グロフ『死者の書 生死の手引』平凡社（イメージの博物誌）1995

## 論文
- Cinii

## 番組出演
- 『chouchou』 テレビ朝日 （テーマ：インスタント食品・2017年6月18日放送）